# Jean Mairet
Pour les articles homonymes, voir Mairet.
Jean Mairet (né le 10 mai 1604 à Besançon où il est mort le 31 janvier 1686) est un auteur dramatique, homme de théâtre et diplomate comtois.

## Biographie
Il fait ses études au collège des Grassins à Paris et écrit à l'âge de seize ans sa première pièce, Chryséide et Arimand. En 1634, il produit son chef-d’œuvre, Sophonisbe, où il introduit la règle des trois unités, dont il se fait le défenseur à la suite d’une lecture fautive de la Poétique d’Aristote. Lors de la querelle du « Cid », il devient ainsi l'un des opposants les plus acharnés de Corneille, qui fait fi de la règle des trois unités. Il rédige plusieurs pamphlets contre Corneille, qui y répond à diverses reprises. La querelle ne cesse qu'avec l’intervention personnelle de Richelieu.
À la mort de ses protecteurs, le duc de Montmorency, puis le comte de Belin, il cesse d’écrire pour le théâtre. Il est nommé représentant de sa Franche-Comté natale en 1648 et négocie plusieurs traités, parmi lesquels un « traité de neutralité entre la Franche-Comté et les territoires français de son voisinage », ratifié le 25 septembre 1651 par Louis XIV. Banni de Paris en 1653 par le cardinal Mazarin pour avoir « tenu des discours contraires au service du Roy », il finit par se retirer à Besançon en 1668.

## Œuvres
- La Sylvie, tragi-comédie pastorale, Paris, hôtel de Bourgogne, 1626 Texte en ligne
- Chryséide et Arimand, tragi-comédie, 1625
- La Sylvanire ou la Morte-vive, tragi-comédie pastorale, Paris, hôtel de Bourgogne, 1630 Texte en ligne. Elle débute par neuf stances de François-Paul de Lisola
- Le Grand et Dernier Soliman, ou la Mort de Mustapha, tragédie, 1637 Texte en ligne. C'est une imitation d'une tragédie italienne de Bonarelli ; elle offre de l'intérêt, du mouvement et des caractères bien tracés. Elle a été imprimée, Paris, 1639, in-4°, et insérée dans les Recueils des meilleures pièces.
- Les Galanteries du duc d'Ossonne, viceroy de Naples, Paris, Jeu de paume de la Sphère, comédie, 1632
- La Virginie, tragi-comédie, Paris, Jeu de paume de la Fontaine, 1632 Texte en ligne
- La Sophonisbe, tragédie, Paris, théâtre du Marais, 1634 Texte en ligne
- Le Marc-Antoine, ou la Cléopâtre, tragédie, Paris, théâtre du Marais, 1635 Texte en ligne
- L'Athenaïs, ou la Fille sage, docte et vertueuse, tragi-comédie, 1636 Texte en ligne
- La Sidonie, tragi-comédie héroïque, 1637, dédiée à Marie de Hautefort Texte en ligne
- L'Illustre Corsaire, tragi-comédie, 1637 Texte en ligne 1 2
- Le Roland furieux, tragi-comédie, 1638
- Théophile de Viau (auteur), Jean Mairet (éditeur) et Pierre Daret (illustrateur), Nouvelles œuvres de feu Mr Théophile, composées d'excellentes lettres françoises et latines, Paris, A. de Sommaville, 1648, 428 p., in-8 Texte en ligne